# Ансельміно

Ансельміно

Ансельміно — назва срібної монети герцогства Мантуя вартістю 2 джуліо або 20 сольдо. Карбувалася нетривалий час під час правління герцога Вінченцо I Гонзага (1587-1613). Свою назву отримала через зображену на аверсі фігуру святого Анзельма з піднятою правою рукою та єпископським посохом у лівій. Вага коливалася в межах 4,5-6,76 г, діаметр 28-30 мм.